# 康定糙苏
康定糙苏（学名：Phlomis tatsienensis）为唇形科糙苏属下的一个种。